# ستيف هوارد
ستيف هوارد (بالإنجليزية: Steve Howard)‏ (10 مايو 1976 دورهام، إنجلترا المملكة المتحدة - ) هو لاعب كرة قدم بريطاني يلعب كمهاجم.

## وصلات خارجية
ستيف هوارد على موقع قاعدة بيانات كرة القدم.إي يو (الإنجليزية)
- ستيف هوارد على موقع Soccerbase.com (لاعب) (الإنجليزية)
- ستيف هوارد على موقع عالم كرة القدم.نت (الإنجليزية)